# Obadiah Parker
Mat Weddle (né le 3 janvier 1983), plus connu sous son nom de scène Obadiah Parker, est un chanteur américain. Il est surtout connu pour sa reprise de la chanson Hey Ya! d'Outkast. Ses reprises diverses lui ont permis de sortir un EP et un CD live.

## Histoire
Obadiah Parker est à l'origine un groupe de musique composé de Mat Weddle (voix, guitare), Jessie Young (piano, trompette, voix) et Daniel Zehring (basse, voix). Ils ont sorti un EP le 2 octobre 2006 (Salvation Jam) et un album live (Obadiah Parker Live) sorti le 2 avril 2007 sur la plateforme iTunes.
Après la séparation du groupe, Weddle a gardé le nom d'Obadiah Parker pour sa carrière solo. Il a depuis sorti un EP de reprises acoustiques (The Tip Jar, vol. 1) ainsi que son premier album studio (The Siren and the Saint) enregistré à Nashville avec le producteur Mitch Dane.

## "Hey Ya"
En 2006, une vidéo de Weddle jouant une reprise de la chanson Hey Ya! fait le buzz. En 2007, il est estimé que plus qu'un million de personnes ont vu la vidéo et en 2011, la vidéo a été vues plus de 8 millions de fois. L'enregistrement a été fait lors d'une scène libre local puis mixé par un fan et mis sur YouTube.
La reprise de Weddle a depuis connu un franc succès, elle a atteint la première place au classement iTunes au Royaume-Uni, en France et dans de nombreux autres pays. En 2009, Sam Lloyd reprend l'arrangement de Weddle avec son groupe The Blanks pour un épisode de la série Scrubs.

## Discographie
- 2006: Obadiah Parker EP
- 2007: Obadiah Parker Live
- 2008: The Tip Jar, Vol. I
- 2011: The Siren and the Saint